# Чертиград
Чертиград е крепост в Софийска област, община Етрополе.
Археолозите са я обявили за историческа развалина. Тази тракийска крепост е изградена вероятно през IV-III в. пр.н.е.
Намира се на 1284 метра надморска височина в западната част на Средна Стара планина. Разположена е върху характерен „израстък“ от вододелното било, разделящо поречията на Стара река и Черни Вит. Така крепостта е отделена от билото посредством тесен провлак, на който е била построена стената, останките от която са високи до 2,5 м. От другите страни към долината на р. Черни Вит се спускат скали, високи до 100 м. От това според Васил Миков идва названието на крепостта (от старобългарски) – „крепост, която само дяволите могат да превземат“. Съдейки по находките, крепостта е действала вероятно до VI век.
В източната част на Чертиград се забелязва светилище, посветено на култа към Слънцето – площадка с малка ниша в скалата, в която падат първите слънчеви лъчи. В крепостта са правени разкопки от колектив под ръководството на проф. Велизар Велков.
Крепостта Чертиград се намира на 3 км североизточно от село Ямна, Етрополско, което е и най-удобният изходен пункт за крепостта. Поради силно пресечения терен до крепостта се отива за около 1:30 ч, като първоначално се следва маркираната пътека „По пътя на Бенковски“. Други близки села са Лопян, Брусен (община Етрополе) и Черни Вит (община Тетевен, област Ловеч).